# Heliomare

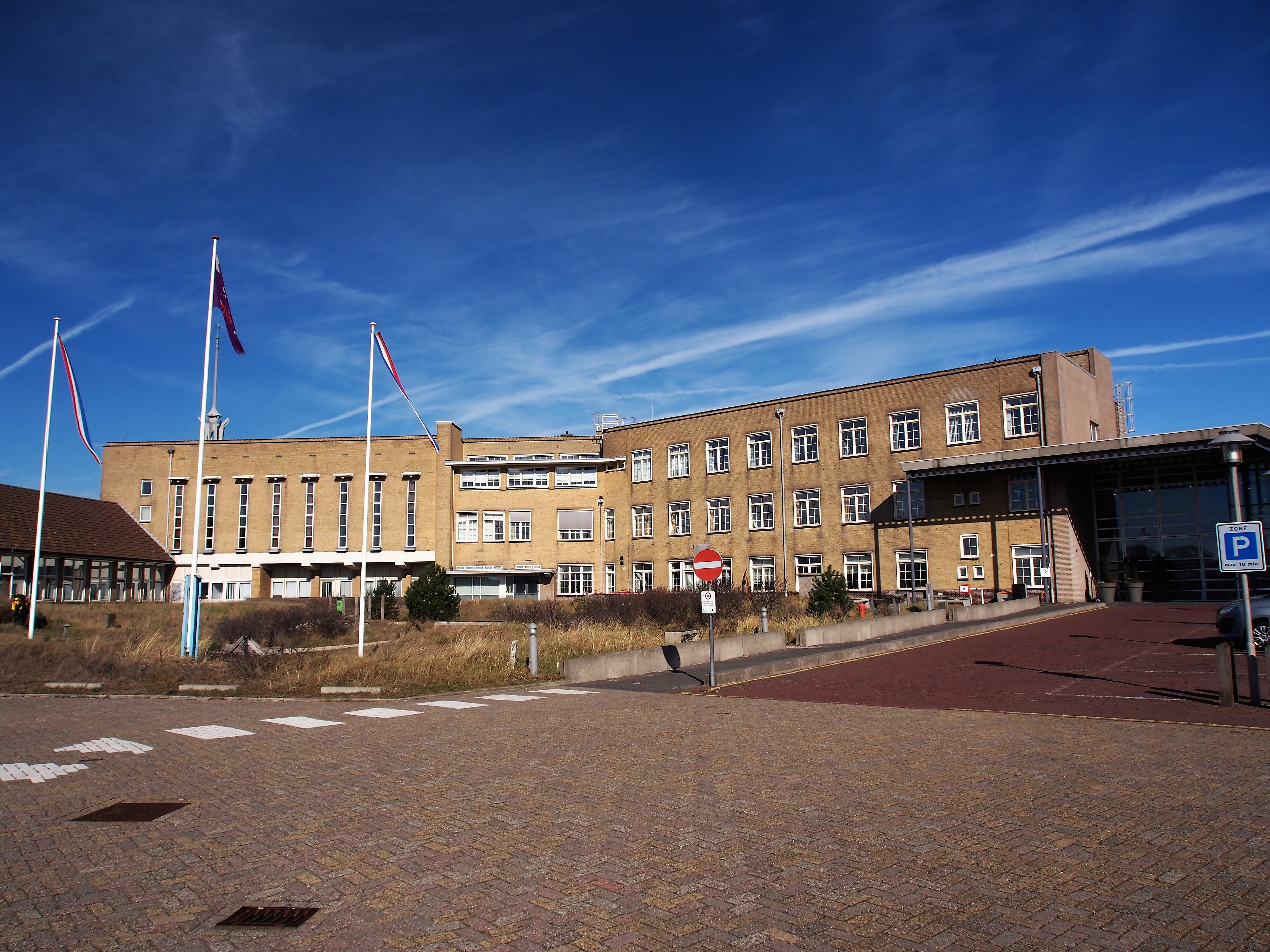
Heliomare in 2019

Heliomare was een Nederlands tuberculose-sanatorium in Wijk aan Zee en is thans een revalidatiecentrum, onderwijsinstelling en sportcentrum gericht op kinderen, jongeren en volwassenen met een dreigende of aanwezige handicap. Het centrum houdt zich ook bezig met arbeidsintegratie en ambulante begeleiding dagbesteding.

## Geschiedenis
De oorsprong van Heliomare ligt bij de op 31 december 1906 opgerichte Vereeniging tot Stichting van Rooms-Katholieke Herstellingsoorden voor Longlijders en Zwakke Kinderen. Deze vereniging besluit tot de oprichting van twee tuberculoseklinieken: Dekkerswald in de bossen bij Groesbeek en Heliomare in Wijk aan Zee. Laatstgenoemde kliniek kwam in 1932 tot stand. Beide sanatoria werden gerund door de Liefdezusters van de Heilige Carolus Borromeus uit Maastricht. Deze verpleegzusters, beter bekend als Zusters Onder de Bogen, waren werkzaam in tal van katholieke ziekenhuizen en klinieken in Nederland. In 1935 werd te Wijk aan Zee een zogenaamde openluchtschool geopend. In 1958 werd de kliniek erkend als revalidatiecentrum en in de jaren daarna sterk uitgebreid. In 1978 vertrokken de laatste zusters. Vanaf 1998 gingen activiteitencentra in onder andere Aalsmeer, Haarlem, Krommenie en Wormerveer van start. In 2002 vond opnieuw grootscheepse nieuwbouw plaats in Wijk aan Zee. In 2009 opende in Amsterdam het Centrum voor niet-aangeboren hersenletsel. Daarna volgden nog vestigingen in Alkmaar en Heemskerk.

## Revalidatie
Heliomare biedt een centrum voor revalidatie. Kinderen, jongeren en volwassenen met een dreigende of aanwezige beperking kunnen hier terecht om te revalideren. Deze beperkingen zijn zeer divers, en kunnen bijvoorbeeld veroorzaakt zijn door een ongeluk of ziekte, zoals amputatie, een hersenbloeding, beroerte of een dwarslaesie. Mensen kunnen door een huisarts of een medisch specialist doorverwezen worden naar revalidatiecentrum De instelling heeft als missie om zo snel als mogelijk zo veel als mogelijk zelfstandig- en zelfredzaamheid te bewerkstelligen bij haar cliënten. Heliomare heeft bijna 1200 medewerkers in dienst en bijna 30 locaties in Noord-Holland. In Wijk aan Zee is de centrale locatie gelegen met het revalidatiecentrum, uitgebreide sportfaciliteiten en arbeidsintegratie.

## Onderwijs
Het speciale onderwijs dat op Heliomare wordt aangeboden, is het zogenaamde mytyl-tyltylonderwijs. Hierin staat het woord mytyl voor lichamelijke handicaps, en het woord tyltyl voor meervoudige handicaps. Daar het zowel basis- als middelbaar onderwijs is dat op de school wordt gegeven, zijn er leerlingen te vinden van tussen de 4 en 18 jaar. Het totaal aantal leerlingen bedraagt ongeveer 1000, Waarvan de meeste afkomstig uit geheel Noord-Holland Maar soms ook uit andere delen van Nederland.
De extra steun voor gehandicapte leerlingen uit zich vooral in de trainingen die worden gegeven voor onderwerpen als handicapbeleving en sociale vaardigheden. Door het feit dat de leerlingen op de middelbare school een jaar extra krijgen voor hun studie, kunnen zij beter persoonlijk geholpen worden en zijn zij beter in staat gemiste lessen in te halen. De hoogst haalbare opleiding op de school is havo, en dat duurt zes jaar. Voor het vmbo is op de school vijf jaar weggelegd. Bij deze opleidingen zijn voor de examens de standaard vakkenpakketten en de Tweede Fase van toepassing. Heliomare onderwijs is niet zo zeer gericht op het carrière maken, maar meer op het mee kunnen draaien in de maatschappij.

### REA College
Heliomare biedt ook de mogelijkheid om voor een vak door te leren op het REA College. Daar worden op mbo-niveau onder andere informaticaopleidingen en verzorgende opleidingen gegeven.

## Sport
Heliomare beschikt in Wijk aan Zee over een ruime sporthal, een fitnesscentrum en een zwembad. Cliënten kunnen hier revalideren en zich ontspannen. Sport is zeer goed voor het herstellingsproces, voor sociale contacten en om uit te vinden waar iemand nog allemaal toe in staat is.

## Hersenz
Heliomare biedt op verschillende plaatsen in Noord-Holland de mogelijkheid tot het volgen van het programma Hersenz voor mensen met een niet-aangeboren hersenletsel. Tevens zijn er diverse afasiecentra en de mogelijkheid dat mensen met een NAH ambulant begeleid worden.

## Arbeidsintegratie
Heliomare arbeidsintegratie ondersteunt mensen preventief door het geven van advies om arbeidsongeschiktheid te voorkomen, en helpt mensen met het terugkeren naar hun eigen baan. Wanneer terugkeer naar de eigen baan na ziekte of met een beperking niet meer mogelijk is, begeleidt Heliomare arbeidsintegratie bij het vinden van een nieuwe baan.